# Lijst van Kroatische gemeenten
Kroatië telt 429 gemeenten:

## A
- Andrijaševci
- Antunovac

## B
- Babina Greda
- Bale
- Barban
- Barilović
- Baška
- Baška Voda
- Bebrina
- Bedekovčina
- Bedenica
- Bednja
- Belica
- Berek
- Beretinec
- Bibinje
- Bilice
- Bilje
- Biskupija
- Bistra
- Bizovac
- Blato
- Bogdanovci
- Bol
- Borovo
- Bosiljevo
- Bošnjaci
- Brckovljani
- Brdovec
- Brela
- Brestovac
- Breznica
- Breznički Hum
- Brinje
- Brod Moravice
- Brodski Stupnik
- Brtonigla
- Budinščina
- Bukovlje

## C
- Cerna
- Cernik
- Cerovlje
- Cestica
- Cetingrad
- Cista Provo
- Civljane
- Crnac

## Č
- Čaglin
- Čavle
- Čačinci
- Čađavica
- Čeminac
- Čepin

## D
- Darda
- Davor
- Dekanovec
- Desinić
- Dežanovac
- Dicmo
- Dobrinj
- Domašinec
- Donja Dubrava
- Donja Motičina
- Donja Voća
- Donji Andrijevci
- Donji Kraljevec
- Donji Kukuruzari
- Donji Lapac
- Donji Vidovec
- Dragalić
- Draganić
- Draž
- Drenje
- Drenovci
- Drnje
- Dubrava
- Dubravica
- Dubrovačko Primorje
- Dugi Rat
- Dugopolje
- Dvor

## Đ
- Đelekovec
- Đulovac
- Đurmanec
- Đurđenovac

## E
- Erdut
- Ernestinovo
- Ervenik

## F
- Farkaševac
- Fažana
- Ferdinandovac
- Feričanci
- Funtana
- Fužine

## G
- Galovac
- Garčin
- Generalski Stol
- Gola
- Goričan
- Gorjani
- Gornja Stubica
- Gornja Vrba
- Gornji Bogićevci
- Gornji Kneginec
- Gornji Mihaljevec
- Gornja Rijeka
- Gradac
- Gradec
- Gradina
- Gradište
- Gračac
- Gračišće
- Grožnjan
- Gundinci
- Gunja
- Gvozd

## H
- Hercegovac
- Hlebine
- Hrašćina
- Hrvace
- Hrvatska Dubica
- Hum na Sutli

## I
- Ivankovo
- Ivanska

## J
- Jagodnjak
- Jakovlje
- Jakšić
- Jalžabet
- Janjina
- Jarmina
- Jasenice
- Jasenovac
- Jelenje
- Jelsa
- Jesenje
- Josipdol

## K
- Kali
- Kalinovac
- Kalnik
- Kamanje
- Kanfanar
- Kapela
- Kaptol
- Karlobag
- Karojba
- Kaštelir-Labinci
- Kijevo
- Kistanje
- Klakar
- Klana
- Klenovnik
- Klinča Sela
- Klis
- Kloštar Ivanić
- Kloštar Podravski
- Kneževi Vinogradi
- Kolan
- Konavle
- Konjščina
- Končanica
- Koprivnički Bregi
- Koprivnički Ivanec
- Kostrena
- Kotoriba
- Koška
- Kraljevec na Sutli
- Krapinske Toplice
- Kravarsko
- Krašić
- Križ
- Krnjak
- Kršan
- Kukljica
- Kula Norinska
- Kumrovec

## L
- Lanišće
- Lasinja
- Lastovo
- Legrad
- Lekenik
- Levanjska Varoš
- Lećevica
- Lipovljani
- Lišane Ostrovičke
- Ližnjan
- Ljubešćica
- Lobor
- Lokve
- Lokvičići
- Lopar
- Lovas
- Lovinac
- Lovran
- Lovreć
- Luka
- Lukač
- Lumbarda
- Lupoglav

## M
- Magadenovac
- Majur
- Mala Subotica
- Mali Bukovec
- Malinska-Dubašnica
- Marija Bistrica
- Marija Gorica
- Marijanci
- Marina
- Markušica
- Martijanec
- Martinska Ves
- Maruševec
- Marčana
- Matulji
- Mače
- Medulin
- Mihovljan
- Mikleuš
- Milna
- Mljet
- Molve
- Motovun
- Mošćenička Draga
- Mrkopalj
- Murter-Kornati
- Muć

## N
- Nedelišće
- Negoslavci
- Nerežišća
- Netretić
- Nijemci
- Nova Bukovica
- Nova Kapela
- Nova Rača
- Novi Golubovec
- Novigrad (Istrië)
- Novigrad (Zadar)
- Novigrad Podravski
- Novo Virje
- Nuštar

## O
- Okrug
- Okučani
- Omišalj
- Oprisavci
- Oprtalj
- Orebić
- Orehovica
- Oriovac
- Orle
- Otok (Slavonië)
- Otok (Sinj)

## P
- Pakoštane
- Pašman
- Perušić
- Peteranec
- Petlovac
- Petrijanec
- Petrijevci
- Petrovsko
- Pirovac
- Pisarovina
- Pitomača
- Pićan
- Plaški
- Plitvička Jezera
- Podbablje
- Podcrkavlje
- Podgora
- Podgorač
- Podravska Moslavina
- Podravske Sesvete
- Podstrana
- Podturen
- Pojezerje
- Pokupsko
- Polača
- Poličnik
- Popovac
- Popovača
- Posedarje
- Postira
- Povljana
- Preko
- Preseka
- Pribislavec
- Prgomet
- Primorski Dolac
- Primošten
- Privlaka (Slavonië)
- Privlaka (Zadar)
- Proložac
- Promina
- Punat
- Punitovci
- Pučišća
- Pušća

## R
- Radoboj
- Rakovec
- Rakovica
- Rasinja
- Ravna Gora
- Raša
- Ražanac
- Rešetari
- Ribnik
- Rogoznica
- Rovišće
- Rugvica
- Runović
- Ružić

## S
- Saborsko
- Sali
- Satnica Đakovačka
- Seget
- Selca
- Selnica
- Semeljci
- Severin
- Sibinj
- Sikirevci
- Sirač
- Skrad
- Slavonski Šamac
- Slivno
- Smokvica
- Sokolovac
- Sopje
- Sračinec
- Stankovci
- Stara Gradiška
- Stari Jankovci
- Stari Mikanovci
- Starigrad
- Staro Petrovo Selo
- Ston
- Strahoninec
- Strizivojna
- Stubičke Toplice
- Stupnik
- Suhopolje
- Sukošan
- Sunja
- Sutivan
- Sućuraj
- Sveta Marija
- Sveta Nedelja (Zagreb)
- Sveta Nedelja (Istrië)
- Sveti Filip i Jakov
- Sveti Ilija
- Sveti Ivan Žabno
- Sveti Juraj na Bregu
- Sveti Križ Začretje
- Sveti Lovreč
- Sveti Martin na Muri
- Sveti Petar Orehovec
- Sveti Petar u Šumi
- Sveti Đurđ
- Svetvinčenat

## Š
- Šandrovac
- Šenkovec
- Šestanovac
- Škabrnja
- Šodolovci
- Šolta
- Špišić Bukovica
- Štefanje
- Štitar
- Štrigova

## T
- Tar-Vabriga
- Tinjan
- Tisno
- Tkon
- Tompojevci
- Topusko
- Tordinci
- Tounj
- Tovarnik
- Tribunj
- Trnava
- Trnovec Bartolovečki
- Trpanj
- Trpinja
- Tuhelj
- Tučepi

## U
- Udbina
- Unešić

## V
- Vela Luka
- Velika
- Velika Kopanica
- Velika Ludina
- Velika Pisanica
- Velika Trnovitica
- Veliki Bukovec
- Veliki Grđevac
- Veliko Trgovišće
- Veliko Trojstvo
- Vidovec
- Viljevo
- Vinica
- Vinodolska općina
- Vir
- Virje
- Visoko
- Viškovci
- Viškovo
- Višnjan
- Vižinada
- Vladislavci
- Vojnić
- Voćin
- Vođinci
- Vratišinec
- Vrbanja
- Vrbje
- Vrbnik
- Vrhovine
- Vrpolje
- Vrsar
- Vrsi
- Vuka

## Z
- Zadvarje
- Zagorska Sela
- Zagvozd
- Zažablje
- Zdenci
- Zemunik Donji
- Zlatar-Bistrica
- Zmijavci
- Zrinski Topolovac

## Ž
- Žakanje
- Žminj
- Žumberak
- Župa dubrovačka